# Postfris
Postfris betekent in de filatelie dat een postzegel zich in dezelfde toestand bevindt als deze aan het loket van het postkantoor werd verkocht.
Het gaat er dan vooral om dat de oorspronkelijke gom nog op de postzegel zit en dat er geen (restant van een) postzegelplakker op zit. Ook speelt een rol dat een postzegel zijn drukglans verliest als deze in het water heeft gelegen om af te weken.
De kwalificatie postfris kan worden onderscheiden in postzegels "ongebruikt met plakker", "ongebruikt zonder gom" en "gebruikt" dat wil zeggen gestempeld. 
Met de komst van klemstroken werd het mogelijk om postfrisse zegels zonder kwaliteitsverlies in een postzegelalbum op te nemen. Tot kort na de Tweede Wereldoorlog was het nog gebruikelijk om postfrisse postzegels met een plakker in een album te bevestigen. Daardoor zijn van emissies tot 1940 de postzegels met (nette) plakker gebruikelijk in een verzameling, terwijl postfrisse zegels aanmerkelijk duurder zijn.
In de NVPH-catalogus heeft de prijsnotering voor ongebruikte zegels van de emissies tot 1940 betrekking op zegels met plakker, tenzij een aparte notering is toegevoegd voor postfris.

## Trivia
- In feite is een postzegel die ongegomd aan het loket werd verkocht eveneens "postfris".
- In het Engelse taalgebied gebruikt de postzegelhandel de aanduiding: "mint never hinged" ("postfris zonder plakker").